# 忽那汐里
忽那汐里（日语：／ Kutsuna Shiori，1992年12月22日—），日本女演員，出生於澳大利亞雪梨。2006年返回日本參加第11回全日本國民美少女比賽獲得「審査員特別獎」，隨即在日本發展演藝事業。

## 經歷
- 2006年參加國民美少女大賽，獲得審查員特別賞。
- 2007年演出3年B組金八先生中的留學生角色，正式出道。
- 2008年代言知名的POCKY餅乾（ポッキー），成為第50代POCKY女孩。
- 2009年初主演BS朝日電視台電視劇《7万人探偵ニトベ》。
- 2011年演出名偵探柯南真人版的毛利蘭，以及高收視日劇家政婦女王中的長女角色。
- 2012年獲得電影旬報及每日電影獎最佳新人獎。
- 2014年憑電影《不可饒恕》及《艷之夜》獲得第37回日本電影金像獎新人獎。[1]
- 2019年12月退出經紀公司《奧斯卡傳播》[2]

## 個人生活
- 出生在澳洲，14歲回到日本居住，所以擁有日澳雙重國籍。但是按照日本的國籍法第十四條，必須在22歲時選擇其中一國之國籍。她最後亦選擇了日本籍。
- 2011年2月18日畢業於堀越高等學校。之後進入日本大學藝術學部美術系就讀。[3]2013年因為工作忙碌無法兼顧而退學。[4]
- 愛好攝影，有10台以上的各式相機。[5]
- 喜愛的收藏品是日式木製人偶(こけし)，家中有30具以上的收藏。[6]
- 喜愛搖滾樂跟古典樂，最喜歡的日本歌手是椎名林檎，曾在節目上表示椎名林檎是她第一個喜歡上的日本歌手。 [7]

## 電影
| 電影名稱                                                    | 日期           | 角色                     |
| ----------------------------------------------------------- | -------------- | ------------------------ |
| 守護天使                                                    | 2009年6月20日  | 宮野涼子                 |
| 仰望半月的夜空                                              | 2010年4月3日   | 里香                     |
| 月代頭布丁（ちょんまげぷりん）                              | 2010年7月31日  | 時翔庵的女侍             |
| BECK                                                        | 2010年9月4日   | 南真帆                   |
| 少女たちの羅針盤                                            | 2011年5月14日  | 江嶋蘭                   |
| 昔日的我                                                    | 2011年5月28日  | 倉田真子                 |
| 致工藤新一的挑戰書 怪鳥傳説之謎                             | 2011年4月15日  | 毛利蘭                   |
| ワーキング・ホリデー（吉本創意事務所）                      | 2012年11月17日 | 友情出演                 |
| 艷之夜（つやのよる）(東映)                                  | 2013年1月26日  | 山田麻千子               |
| 花瓣舞（ペタル ダンス）(ビターズ・エンド)                   | 2013年4月20日  | 原木                     |
| 不可饒恕 (日本版)（許されざる者）(ワーナー・ブラザース映画) | 2013年9月13日  | なつめ                   |
| 噢！父親（オー!ファーザー）                                 | 2014年         | 多恵子                   |
| 刺客聶隱娘                                                  | 2015年5月21日  | 汐里(磨鏡少年聰之新婚妻) |
| 海難1890                                                    | 2015年12月5日  | ハル / 春海              |
| 女が眠る時(東映)                                            | 2016年2月27日  | 美樹                     |
| キセキ -あの日のソビト-（東映）                             | 2017年1月28日  | 理香                     |
| 貓咪收集之家                                                | 2017年4月8日   | 美知留                   |
| 局外人（The Outsider）(Netflix)                             | 2018年3月9日   | 美由                     |
| 死侍2                                                       | 2018年5月18日  | 雪緒                     |
| 奪命鴛殃（Murder Mystery）(Netflix)                         | 2019年6月14日  | 蘇西                     |
| 死侍與金鋼狼                                                | 2024年7月26日  | 雪緒                     |

## 電視劇
| 電視劇名稱                            | 日期                                 | 角色           |
| ------------------------------------- | ------------------------------------ | -------------- |
| 3年B組金八先生 第8季                  | 2007年10月11日－2008年3月20日，TBS   | 金井亮子       |
| 太陽與海的教室                        | 2008年7月21日－9月22日，富士電視台   | 藤澤理紗       |
| Pocky 4Sisters!                       | 2008年12月27日，Bs-i                 |                |
| 小咩的管家                            | 2009年1月13日－3月17日，富士電視台   | 天羽凛         |
| 7萬人偵探新渡戶                       | 2009年4月23日－6月25日，BS朝日       | 新渡戶鶇，主演 |
| 魔女裁判                              | 2009年4月25日－6月25日，富士電視台   | 柏木遥         |
| 小公主莎拉                            | 2009年3月10日－5月12日，TBS          | 水島馨         |
| 畢業歌 第1夜「Best Friend」           | 2010年3月1日，富士電視台             | 佐藤真美       |
|                                       | 2010年12月10日，NHK福岡              | 竹本望美，主演 |
| 爭執化解師示談交涉人白井虎次郎        | 2011年1月6日－3月31日，讀賣電視台    | 櫻彩乃         |
| 致工藤新一的挑戰書                    | 2011年7月7日－9月29日，讀賣電視台    | 毛利蘭         |
| 江～公主們的戰國～                    | 2011年1月－11月，NHK                 | 千             |
| 家政婦三田                            | 2011年10月12日－12月21日，日本電視台 | 阿須田結       |
| O-PARTS                               | 2012年2月27日－3月1日，富士電視台    | 宮前友紀       |
| 工藤新一京都新撰組殺人事件            | 2012年4月12日，日本電視台            | 毛利蘭         |
| 世界奇妙物語 2012春季特別編「試着室」 | 2012年4月21日，富士電視台            | 柏木美沙，主演 |
| 夢の扉 特別編 「20年後の君へ」        | 2012年7月1日，TBS                    | 澤田麻理子     |
| 單親媽媽                              | 2012年10月23日－12月18日，NHK        | 木島雪乃       |
| 不准哭，小原                          | 2013年1月19日－3月23日，日本電視台   | 紺野清美       |
| 家族游戏                              | 2013年4月17日－6月19日，富士電視台   | 水上沙良       |
| 町醫者Jumbo!!                         | 2013年7月4日－9月，日本電視台        | 馬場飛鳥，主演 |
| 鼠馳江戶                              | 2014年1月9日 ，NHK                   | 小袖           |
| Bitter Blood                          | 2014年4月－6月，富士電視台           | 前田瞳         |
| 鵜飼いに恋した夏                      | 2014年11月12日，NHK BS Premium       | 立花夕浮       |
| 鴨川食堂                              | 2016年1月10日，NHK BS Premium        | 鴨川石         |
| 全面入侵                              | 2021年10月22日 ，Apple TV+           | 大和美月       |
| 相撲聖域                              | 2023年5月4日 ，Netflix               | 國嶋飛鳥       |

## 动画
| 動畫名稱                  | 日期                       | 角色                     |
| ------------------------- | -------------------------- | ------------------------ |
| 古斯柯布多力傳記          | 2012年7月7日，日本華納兄弟 | 奈丽（配音）             |
| 王者之劍 Final Fantasy XV | 2016年7月9日，Aniplex      | 露娜弗蕾亞·諾克斯·弗路雷 |

## 遊戲
| 遊戲名稱                | 日期          | 角色     |
| ----------------------- | ------------- | -------- |
| 雷頓教授與超文明A的遺產 | 2013年2月28日 | アーリア |
| 死亡擱淺2：冥灘之上     | 2025年6月26日 | Rainy    |

## 手機劇
- モバドラvol.2 4×4 「美咲 〜never cry」（2010年3月24日、Universal J） - 飾 美咲
- 就活戦線異状あり（2010年5月3日 - 31日、LISMO Channel） - 飾 主演 玲奈
- otogi★story 「かぐや姫」（2012年7月5日、NTTdocomoアプリ&レビュー） - 飾 主演 かぐや姫

## 獲獎
- 第11回 全日本国民的美少女コンテスト 審査員特別賞
- 第85回 電影旬報獎新人女優賞（2011年）『少女たちの羅針盤』『マイ・バック・ページ』
- 第66回 每日電影獎新人賞 『マイ・バック・ページ』
- 第37回日本電影金像獎 新人賞（2013年）『許されざる者』『つやのよる ある愛に関わった、女たちの物語』